# Pietro Pastorino (atleta)
Pietro Pastorino (Sarzana, 2 novembre 1900 – anni 1960) è stato un velocista italiano.

## Biografia
Partecipò alle Olimpiadi di Parigi 1924 dove gareggiò sui 200 metri e con la staffetta 4×100. Nella gara individuale fu eliminato dopo essere giunto terzo nella prima batteria, mentre con la staffetta non andò oltre la semifinale. Nel 1926 fu campione italiano dei 200 metri. 
Il comune di Sarzana gli ha intitolato la pista di atletica leggera dello stadio comunale.

## Palmarès
| Anno | Manifestazione  | Sede   | Evento      | Risultato  | Prestazione | Note  |
| ---- | --------------- | ------ | ----------- | ---------- | ----------- | ----- |
| 1924 | Giochi olimpici | Parigi | 200 m piani | Batteria   | 22"1        | [ 3 ] |
| 1924 | Giochi olimpici | Parigi | 4×100 m     | Semifinale | n/d         | [ 4 ] |

## Campionati nazionali
1924
- Argento ai campionati italiani assoluti, 100 m piani
- Argento ai campionati italiani assoluti, 200 m piani